# 新島村ふれあいバス
新島村ふれあいバス（にいじまむらふれあいバス）は、東京都新島村が運行するコミュニティバス。運行は新島交通へ委託している。村内唯一の公共交通機関である。

## 概要
新島村新島の市街地を中心に巡回バスを運行しており、1日3便のバスが巡回運行している。
2011年（平成23年）に村政運営計画として発表された「基本構想・後期基本計画」では、10年以内の乗合バス化を目指すと示されている。
運賃は全区間無料である。村民（島民）以外でも誰でも利用でき、観光客の足ともなっている。
車両はマイクロバスのため、車内にボディボード程度は持ち込めるが、サーフボードや大きな荷物については持ち込み不可とされている。

## 現行路線

### 巡回バス
1日3便が巡回しており、ルートは便ごとに異なる。
- ふれあいバス1便 (7:50 - 9:40[4])

B堤駐車場 - 本村診療所 - 住民センター前 - 健康センター前 - 若郷診療所前 - 若郷消防詰所前 - 霞山停留所 - 健康センター前 - 住民センター前 - 本村診療所 - 老人ホーム - {まました温泉・21クリエートセンター・露天風呂}経由 - 住民センター前 - 健康センター前 - 霞山停留所 - 若郷消防詰所前 - 若郷診療所前 - 健康センター前
- ふれあいバス2便 (10:10 - 12:00)

健康センター前 - 若郷診療所前 - 若郷消防詰所前 - 霞山停留所 - 健康センター前 - 住民センター前 - 本村診療所 - 老人ホーム - {まました温泉・21クリエートセンター・露天風呂}経由 - B堤駐車場 - 本村診療所 - 住民センター前 - 健康センター前 - 霞山停留所 - 若郷消防詰所前 - 若郷診療所前 - 健康センター前
- ふれあいバス3便 (16:00 - 17:45)

住民センター前 - 新島高校正門前 - B堤駐車場 - 住民センター前 - 健康センター前 - 若郷診療所前 - 若郷消防詰所前 - 霞山停留所 - 健康センター前 - 住民センター前 - 老人ホーム - {まました温泉・21クリエートセンター・露天風呂}経由 - 住民センター前 - 健康センター前 - 霞山停留所 - 若郷消防詰所前 - 若郷診療所前 - 健康センター前

### 臨時運行バス
利島、式根島と結ぶ東海汽船のジェット船は、通常は新島港発着だが、悪天候時等によりジェット船が渡浮根漁港発着に変更された場合に限り、臨時バスが運行される。渡浮根漁港出港1時間前に発車する。
繁忙期には新島空港直結の臨時バスが運行される。
- 臨時運行バス

新島港 - 新島村住民センター - 新島村さわやか健康センター - 新島村スポーツ広場 - 若郷渡浮根
飛行場前 - 新島村さわやか健康センター - 新島村住民センター - 老人ホーム - B堤駐車場 - 新島村住民センター - 新島村さわやか健康センター - 飛行場前

## 車両
日産シビリアン（W40系）を使用している。新島交通が保有する貸切（限定）登録の事業用緑ナンバー車両である。